# Passarel·la temàtica
Les passarel·les temàtiques (també anomenades directoris analítics, agències avaluadores o directoris temàtics) són sistemes d'informació que seleccionen, descriuen i classifiquen recursos web aplicant criteris propis de la biblioteconomia i documentació, com les classificacions disciplinàries o els llenguatges controlats. Són un tipus de directori web.
L'objectiu d'aquests directoris és el d'estalviar temps a l'usuari investigador perquè no el perda avaluant la qualitat dels recursos web. Per això s'utilitzen sobretot en serveis de referència virtual.

## Història
Van aparèixer a la dècada del 1990 davant els problemes de cobertura i qualitat de la informació recuperada dels cercadors web. Aleshores, els professionals de la informació produïren les passarel·les temàtiques. Recentment no tenen tant d'ús. Així i tot mantenen estadístiques d'ús importants. Les passerel·les més conegudes són: Bubl, Sosig i WorldWideScience
Durant la dècada del 2000 van seguir tenint èxit fins que els van fer la competència els motors de cerca per la seua capacitat superior d'indexació.
La dècada del 2010 suposà que les passarel·les temàtiques es troben molts perills per la situació econòmica desfavorable i que s'havien d'adaptar-se als nous usos de la Internet pels canvis tecnològics.
Un estudi avaluà una mostra aleatòria de trenta passarel·les temàtiques tal com eren el 2007 i el 2012 i trobà que les millores en general foren mínimes.

## Investigacions sobre l'ús
El Joint Information Systems Committee de Higher Education Funding Councils (HEFC) establí un projecte de creació de passarel·les temàtiques al programa eLib el 1994. L'ús i l'efectivitat percebuda de tres d'aquestes passarel·les temàtiques (Edinburgh Engineering Virtual Library (EEVL), 
the Organising Medical Networked Information gateway (OMNI) i Social Science Information Gateway (SOSIG)) foren mesurades per uns investigadors mitjançant vint qüestionaris enviats el 1997 a cadascuna de les facultats relacionades per contingut impartit amb les passarel·les temàtiques. Trobaren que el 30% de la població objectiu, els acadèmics, les utilitzaven i que requerien de ser més publicitades, pel que la majoria dels acadèmics no les utilitzaven i pocs els coneixien.
Dos estudis d'usuaris centrats en el comportament de cerca de la informació dels estudiants britànics fet el 2005 trobà que els estudiants estaven confosos per l'estructura jeràrquica de les passarel·les temàtiques: ja que tenen dificultat de botar d'una branca del coneixement a l'altra i no conéixen el tema a investigar pel que no saben com navegar fins a la branca en la qual estan interessats.